# Zhongshan Bei Lu
Zhongshan Bei Lu (chiń. 中山北路站) – stacja metra w Szanghaju, na linii 1. Zlokalizowana jest pomiędzy stacjami Yanchang Lu i Shanghai Huochezhan. Została otwarta 28 grudnia 2004.